# موسيقى جيفا
جيفا، هي نوع فرعي من موسيقى البلدات الجنوب أفريقية وشكل الرقص الأفريقي الذي أثر على رقص البريك دانس الغربي، وانبثق من ثقافة شيبين (shebeen) خلال حقبة العنصري في أفريقيا. أ

## التأثيرات والخصوصية
في حين أن موسيقى بلدة جيفا مرتبطة ارتباطًا وثيقًا بـ مبقانجا، وهي أسلوب للموسيقى الجنوب أفريقية، إلا أنها تشتمل على تأثيرات من موسيقى مأرب وكوايتو  وهي أنواع موسيقية ظهرت في جنوب أفريقيا.

## الظهور في دوائر الموسيقى العالمية
تلقت الفرقة الأفريقية "بويويو للرجال" تغطية صحفية إضافية عندما زُعم أن مالكولم ماكلارين سرق أغنيتهم "Puleng" وأطلقها على باسم "Double Dutch"، مستفيداً من ظهور بريك دانس هيب هوب.، وازداد الزخم الإضافي للعالم على الاهتمام بموسيقى جنوب إفريقيا الذي نشأ نتيجة الاهتمام الدولي بزوال نظام الفصل العنصري وحفل عيد الميلاد السبعين لنيلسون مانديلا في ملعب ويمبلي بلندن في عام 1988.

## التاريخ
وفقًا لأمبروز إيريم، المتخصص النيجيري المقيم في الولايات المتحدة، يعود تاريخ موسيقى البلدات إلى الخمسينيات عندما تم حظرها من قبل شرطة جنوب إفريقيا. وقد تناقض هذا من قبل الناشط الموسيقي المناهض للفصل العنصري جوني كليج، الذي ادعى أنه بحلول الستينيات لم يكن تطوير أومباكانغا (umbaquanga) قد بدأ بالفعل، وتم وصف مباكانغا بأنها موسيقى بوب حضرية ذات نغمة عالية، وهي نمط موسيقي في الجنوب أفريقي، تسمى موسيقى الإنجيل.
ترتبط جيفا ارتباطًا وثيقًا بتطوير مبقانجا ولكنها ترتبط ارتباطًا وثيقًا بالاتجاهات الدولية الناشئة وليست منعزلة وثابتة على التقاليد. يتتبع كريستوفر بالانتين التحول من تقليد موسيقى الجاز الأمريكية إلى الطابع المحلي على الصوت بسمات أفريقية. ويرتبط هذا بظهور أيديولوجية الأفارقة الجديدة. بينما كان السوق الدولي يستوعب جيفا في ظل دوامة النشاط التجاري التي بلغت ذروتها في دعوى انتهاك حقوق النشر الخاصة بشركة إم سي للتعليم، كان الإصدار اللاحق لألبوم بي بي بويز الجديد مفضلاً من قبل جمهور أكثر النخبة مرتبطًا ارتباطًا وثيقًا بحركات الوعي لدى الشتات سود البشرة.

## العولمة
يعتبر تجانس جيفا مع الثقافة الأمريكية والبريطانية بسبب العولمة من قبل الفنانين الأفارقة تهديدًا للحفاظ على تقاليدهم المحلية ومصداقيتهم، وبالتالي،يركز الفنانون على الحفاظ على الارتباط العاطفي بين العميل والعلامة التجارية، وهذا يفسر سبب عدم اهتمام الشركات عبر الوطنية بتجانس موسيقى الكوايتو لأن الكوايتو الحقيقي يمثل ويملي تجربة جنوب إفريقيا. إن أمركة الكوايتو، كما هو الحال في رأي العديد من الفنانين يمكن أن تخفف من المادة التي استند إليها الكوايتو في الأصل.

## روابط خارجية
مسار صوتي Soweto Jive موقع رابطة زامبيا للموسيقيين 
مقاطع Township Jive على راديو الويب
مقطع فيديو "Jaiva" لمسابقة الرقص باللغتين الإنجليزية والزولو ؛ لاحظ سياق "kwaito"